# 2019年5月以哈衝突
自加沙地带两名以色列士兵在加沙-以色列边境的每周抗议活动中受到狙击手射击，加沙 - 以色列冲突于2019年5月3日开始升级。 作为回应，以色列空军进行了空袭，造成四名巴勒斯坦人死亡。 此后，加沙向以色列发射了数百枚火箭弹，而以色列空军袭击了加沙地带内的许多目标。 此外，以色列增加了在加沙 - 以色列边界附近的部队数量。
在埃及的调解下停火协议于5月6日生效。

## 交战过程

### 5月3日，星期五
5月3日，在加沙 - 以色列边境的每周抗议活动中，两名以色列士兵在一名加沙狙击手的袭击中受伤，根据以色列国防军的说法，他与巴勒斯坦伊斯兰圣战组织有联系。 作为回应，以色列空军瞄准附近的哈马斯哨所，造成2人死亡，另有2人受伤。 被杀害的人被确认为33岁的阿卜杜拉·易卜拉欣·马哈茂德·阿布·萨利赫和29岁的阿拉·阿里·哈桑·布贝尔。哈马斯声称要对以色列的“侵略行为”进行回击。 此外，另有两名巴勒斯坦人被杀，60人受伤， 其中36人受到以色列枪击。

### 5月4日，星期六
根据以色列国防军的说法，加沙地带向以色列发射了250多枚火箭弹，造成至少一人受重伤。作为回应，以色列空军和以色列国防军袭击了加沙地带的120多个地点。根据加沙地带卫生部的报告，这些空袭造成四人死亡，包括两名男子和一名蹒跚学步的女性。 根据巴勒斯坦官员的说法，死亡的妇女和幼儿被确认为37岁的法莱斯汀·阿布·阿拉尔和她14个月大的侄女西巴·阿布·阿拉尔。 据报道，还有其它13名巴勒斯坦人在这一天受伤。以色列国防军否认了这一指控，称这名妇女和幼儿死于巴勒斯坦方面的火箭弹袭击。 哈马斯经营的一家媒体也否认了对以色列国防军的指控，称以色列国防军应对死亡事件负责。

### 5月5日，星期日
加沙地带向以色列发射了至少200枚火箭弹，造成4人死亡，数人受伤，其中一名以色列男子在家门前被火箭弹击杀。这名男子被确认为58岁的莫舍·阿加迪，是四个孩子的父亲。 此外还有火箭弹击中了斯德洛特的一所空幼儿园，在其院子里降落后爆炸。当天晚些时候，一枚火箭击中了阿什凯隆市的一家工厂，导致一名男子死亡，另有两人受伤。 还有一枚Kornet反坦克导弹袭击了“末底改纪念碑”基布兹社区中的一个私人卡车，其中以色列籍司机不幸身亡。在Eshkol地区委员会中有三人受伤。 当一枚迫击炮弹落在一个院子里时，两人受轻伤，一名泰国工人因火箭弹在他工作的地方爆炸而受到轻微伤害。一名35岁的男子在当天晚些时候在位于阿什杜德家中被火箭弹被弹片杀死。
作为报复，以色列国防军在白天袭击了加沙地带的210多个地点。一名哈马斯指挥官在白天乘坐汽车在街道上行驶时被空袭身亡，这标志着以色列在最近几年内首次进行了有针对性的杀戮。该男子被确认为哈米德·艾哈迈德·阿贝德·赫德里，并被指控将资金从伊朗转移到加沙。巴勒斯坦各派威胁说如果“侵略”继续下去，将使用远程火箭袭击以色列。白天，以色列将第7装甲旅和戈兰尼旅部署到加沙-以色列边境。 据加沙地带卫生部称，当天晚些时候，以色列空袭在加沙北部城镇贝特拉希亚杀死了3人，其中包括一名孕妇。这名女子被确认为33岁的阿曼尼·马德洪。

### 5月6日，星期一
5月6日凌晨，双方在埃及首都开罗达成了停火协议，于下午4:30（世界协调时1:30）生效。 上午7点，以色列宣布解除对南方居民的所有限制，学校正常开放。

## 国际反应

### 美国
美国总统唐纳德·特朗普肯定了以色列的自卫权，并称“我们100％支持以色列捍卫其公民安全”。 他谴责哈马斯和伊斯兰圣战是“恐怖主义团体”，并呼吁加沙人民“结束暴力”。

### 欧盟
欧盟高级代表费代丽卡·莫盖里尼呼吁“加沙的巴勒斯坦激进分子”立即停止对以色列的“不分青红皂白的火箭袭击”，并称“这些袭击给以色列人带来难以言状的痛苦”，“欧盟重申其对以色列安全的根本承诺”。 她还对埃及的停火调解努力表示“全力支持”。